# Phragmatobia henricus
Phragmatobia henricus là một loài bướm đêm thuộc phân họ Arctiinae, họ Erebidae.